# گوتشا تسیتسیاشویلی
گوتشا تسیتسیاشویلی (به انگلیسی: Gotsha Tsitsiashvili) (زاده ۷ نوامبر ۱۹۷۳) کشتی گیر بازنشسته کشور اسرائیل است.
این کشتی گیر تا سال ۱۹۹۱ برای تیم کشتی شوروی به میدان می‌رفت و پس از فروپاشی شوروی به مدت ۲ سال نیز برای تیم کشتی گرجستان به میدان رفت.